# Лафуенте (фудбалер, рођен 1907.)
Рамон де ла Фуенте Леал, звани Лафуенте (Билбао, 31. децембар 1907 — Мадрид, 15. септембар 1973)  био је шпански фудбалер који је играо као нападач за Атлетик Билбао, Атлетико Мадрид и репрезентацију Шпаније.

## Каријера

### Клуб
Рођен је у Билбау . где је и започео своју фудбалску каријеру у редовима Баракалда 1924. године, са само 16 година. У Баракалду се истакао као изванредан нападач, што му је на крају донело прелазак у Атлетик Билбао 1926, са којим је играо девет сезона. Године 1928. био је један од чланова тима Атлетик Билбао који је играо у првој сезони Шпанске фудбалске лиге. У Билбау је био најискуснији члан једне познате и успешне линије нападача, заједно са Хозеом Ирарагоријем, Чиријем, Батом и Гиљермом Горостизом. Врхунац његове каријере био је постизање победоносног гола у финалу Купа краља 1930. против Реал Мадрида у продужецима у победи од 3 : 1. У редовима Билбаа одиграо је укупно 211 званичних утакмица (96 у Лиги, 56 у Купу и 59 у Регионалном првенству), постигавши укупно 64 гола (26 у Лиги, 17 у Купу и 21 у Регионалном првенству). Укупно је освојио три Лиге и четири Купа, што му је донело признање првог правог нападаче у историји клуба.
Године 1934. потписао је за Атлетико из Мадрида (тада Атлетик из Мадрида), са којим је одиграо последњу сезону у Ла Лиги, одигравши 20 утакмица и постигао само један гол. Његова каријера је прерано прекинута у реванш утакмици четвртфинала Купа Републике 1935. између Атлетика из Мадрида и Севиље, када је окршај са голманом Гиљермом Еизагиреом довео до тога да је Лафуенте сломио тибију и фибулу. Играч се није добро залечио од повреде и није могао да игра током следеће сезоне. Када је у лето 1936. избио грађански рат у Шпанији, Лафуенте је још увек имао 28 година, али је тада већ био у фази промене и доласка на позицију тренера.

### Репрезентација
Лафуенте је одиграо 8 утакмица за репрезентацију Шпаније и учествовао је на првом Светском првенству за репрезентацију Шпаније 1934. године, које је завршено поразом у четвртфиналу од шампиона Италије.

### Тренерска каријера
Као тренер, водио је Атлетико Авијасион (садашњи Атлетико Мадрид) током првих десет дана сезоне 1940/41, када је Рикардо Замора ухапшен и дисквалификован. Између 1943. и 1945. тренирао је Депортиво из Ла Коруње.